# Dio, come ti amo (album)
Dio, come ti amo è il 15º album di Domenico Modugno, pubblicato dall'etichetta discografica Curci il 10 febbraio 1966.

## Il disco
Pubblicato subito dopo la vittoria al Festival di Sanremo 1966, le uniche due canzoni inedite del disco sono la title track ed il lato B del 45 giri, Io di più: tutte le altre canzoni, infatti, erano già state pubblicate su vari 45 giri nel corso del 1964 e del 1965.
La copertina raffigura il cantautore con in mano il trofeo vinto al festival su uno sfondo rosso, con i titoli delle canzoni del disco alla sua sinistra; non sono riportati né gli arrangiatori né i musicisti che hanno suonato nel disco.
La canzone L'avventura era la sigla dello sceneggiato televisivo Scaramouche, in cui Modugno recitava la parte del protagonista.
L'album è stato ristampato in CD dalla Halidon nel 2011 in una confezione digipack apribile che ripete la grafica dell'originale.

## Tracce
LATO A
1. Dio, come ti amo (testo e musica di Domenico Modugno)
2. Io di più (testo e musica di Domenico Modugno)
3. Una tromba d'argento (testo di Domenico Modugno; musica di Nello Ciangherotti)
4. Vieni via (amico mio) (testo di Domenico Modugno; musica di Nello Ciangherotti)
5. Ditele che sono felice (testo e musica di Domenico Modugno)
6. Notte chiara (testo di Domenico Modugno, Pietro Garinei e Sandro Giovannini; musica di Domenico Modugno)

LATO B
1. Tu si' 'na cosa grande! (testo di Roberto Gigli; musica di Domenico Modugno)
2. Un pagliaccio in paradiso (testo e musica di Domenico Modugno)
3. No bambina mia (testo e musica di Domenico Modugno)
4. L'avventura (testo e musica di Domenico Modugno)
5. Lacrime d'amore (testo e musica di Domenico Modugno)
6. Nnamurato 'e te (testo di Riccardo Pazzaglia; musica di Domenico Modugno)